# Sagra fulgida
Sagra fulgida är en skalbaggsart som beskrevs av Weber 1801. Sagra fulgida ingår i släktet Sagra och familjen bladbaggar. Inga underarter finns listade i Catalogue of Life.